# Piz Beverin
Il Piz Beverin è una montagna del massiccio delle Alpi lepontine di 2997 m s.l.m., nel Canton Grigioni.

## Descrizione
Esso è situato precisamente all'estremo est delle Alpi dell'Adula (nei Monti dello Spluga). Contrariamente alle montagne situate più a sud dei Monti dello Spluga, esso è costituito da rocce calcaree.
Beverin viene dal latino Bovarinum, che significa bovino, di conseguenza la montagna è talvolta soprannominata "Monte dei buoi".